# Оганджанян, Амазасп Оганесович
Амазасп (Амо) Оганесович Оганджанян (з.-арм. Համազասպ (Համօ) Հովհաննէսի Օհանջանեան; 1 февраля 1874 — 31 июля 1947) — врач, один из лидеров партии «Дашнакцутюн», член Всероссийского учредительного собрания, премьер-министр Армении (май-ноябрь 1920).

## Биография
Родился 1 февраля 1874 в Ахалкалаки в дворянской семье.
Выпускник Тифлисской гимназии. Поступил на медицинский факультет Московского университета, но вскоре был исключён.
С 1894 участвовал в работе в революционных кружков, вступил в партию Дашнакцутюн.
В 1896 году сослан в Тифлисскую губернию. В 1899 эмигрировал в Бельгию, в Швейцарии окончил университет в Лозанне. Был врачом, являлся членом Восточного бюро Дашнакцутюн.
В 1912 сослан в Иркутскую губернию, на свободе с 1915.
В ноябре 1917 года избран в Учредительное Собрание по Закавказскому избирательному округу по списку № 4 (партия «Дашнакцутюн»).
В Закавказском комиссариате (15 (28) ноября 1917 — 12 (25) января 1918) занимал пост комиссара призрения.
В 1917 делегат Армянского национального съезда. В 1918 министр Закавказского комиссариата. 
27 апреля 1920 года части 11-й Красной армии перешли азербайджанскую границу и 28 апреля вошли в Баку. Для Армении обозначилась новая угроза.
После отставки Хатисяна был сформировано новое правительство, во главе с Амо Оганджаняном. Вступая в должность, Оганджанян объявил: «Турецкие паши с одной стороны, азербайджанские ханы в красных большевистских шароварах с другой – вновь угрожают свободе и независимости Армении!» 
Оганджанян принял участие в Парижской мирной конференции. 10 августа был подписан Севрский договор: создавалась Объединенная Армения. Тогда многим казалось, что многовековая мечта армянства стала реальностью.
23 ноября правительство Амо Оганджаняна подало в отставку. Парламент выбрал нового главу правительства. Последним премьер-министром Первой Республики стал Симон Врацян. 
С приходом большевиков, Оганджанян эмигрировал в Грузию, затем в Иран, а позднее в Каир, где он прожил до своей смерти.
В эмиграции вместе с коллегами много занимался сохранением армянской культуры диаспоры. 28 мая 1928 года один из основателей и в течение 18 лет президент Общенациональной культурной ассоциации «Hamazkayin». В 1930 году был одним из организаторов Общенационального армянского лицея (Djemaran) в Бейруте. После смерти Оганджаняна штаб-квартира «Hamazkayin» была переведена в Бейрут (председатель Левон Шанта).

## Семья
- Жена — Рубина урождённая Арешян (1881, Тифлис — 1971, Канада)[3], участница неудачного покушения на Абдул-Гамида II[4], сестра генерала Арешева[2].
- Сестра — Сатеник Оганджанян (1885—1 октября 1915, Тифлис), член «Дашнакцутюн», член правления общественной организации «Мегу» в Тифлисе, заразилась сыпным тифом при ликвидации эпидемии в Эчмиадзине[5][6].
- Брат — Армен